# Аванна
Аванна (ஆவன்னா)  — вторая буква тамильского алфавита, долгий ненапряжённый гласный среднего ряда нижнего подъёма. Академическое название ахарам (ஆகாரம்). Внутри слова передаётся с помощью внутристрочного диакритического знака араву — ; க் + ஆ = கா.

## Илакканам (грамматика)
- А — суффикс деепричастий.

- Араву